# اسکادران آکروباتیک صلیب جنوبی
اسکادران آکروباتیک صلیب جنوبی (به اسپانیایی: Escuadrilla Acrobática Cruz del Sur) یک تیم نمایش آکروباتیک متعلق به نیروی هوایی آرژانتین است که در سال ۱۹۶۲ به عنوان بخشی از چهارمین گروه هوایی مستقر در مندوزا تأسیس شد. این تیم چندین بار منحل و اصلاح شد و در حال حاضر در شهر مورون، بوئنوس آیرس مستقر است.

## هواپیماهای مورد استفاده

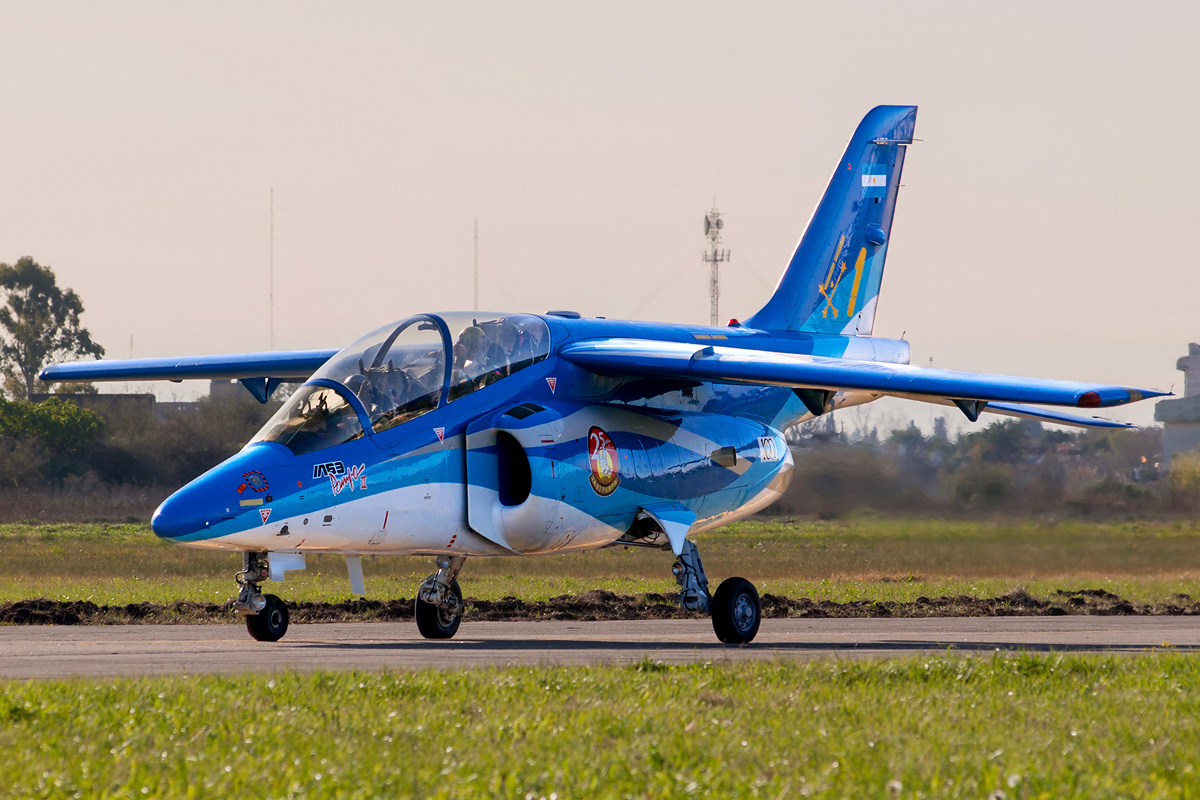
اف‌ام‌ای آی‌ای-۶۳ پامپا متعلق به اسکادران آکروباتیک صلیب جنوبی

| نوع هواگرد             | مبداساخت            | تعداد | دوران خدمت       |
| ---------------------- | ------------------- | ----- | ---------------- |
| نورث آمریکن اف-۸۶ سیبر | ایالات متحده آمریکا | ۶     | ۱۹۶۲ الی ۱۹۸۵    |
| سوخو-۲۹                | روسیه               | ۷     | ۱۹۹۷ الی ۲۰۱۰    |
| اف‌ام‌ای آی‌ای-۶۳ پامپا   | آرژانتین            | ۶     | ۲۰۱۳ تا زمان حال |